# Islandia na Zimowych Igrzyskach Olimpijskich 1984
Islandię na Zimowych Igrzyskach Olimpijskich 1984 w Sarajewie (była Jugosławia) reprezentowało 5 zawodników (4 mężczyzn i 1 kobieta), którzy wystartowali w 2 dyscyplinach.
Był to dziewiąty start Islandii na zimowych igrzyskach olimpijskich.

## Wyniki

### Biegi narciarskie
Mężczyźni
| Konkurencja | Zawodnik            | Wyścig    | Wyścig |
| Konkurencja | Zawodnik            | Czas      | Poz.   |
| ----------- | ------------------- | --------- | ------ |
| 15 km       | Gottlieb Konráðsson | 46:37.8   | 55     |
| 15 km       | Einar Ólafsson      | 46:21.37  | 49     |
| 30 km       | Einar Ólafsson      | 1'39:32.2 | 49     |
| 30 km       | Gottlieb Konráðsson | 1'37:48.2 | 39     |

### Narciarstwo alpejskie
Mężczyźni
| Zawodnik             | Konkurencja   | Zjazd 1 | Zjazd 1 | Zjazd 2 | Zjazd 2 | Wynik łączny | Wynik łączny |
| Zawodnik             | Konkurencja   | Czas    | Poz.    | Czas    | Poz.    | Czas         | Poz.         |
| -------------------- | ------------- | ------- | ------- | ------- | ------- | ------------ | ------------ |
| Guðmundur Jóhannsson | Slalom gigant | 1:30.90 | 43      | 1:33.51 | 44      | 3:04.41      | 43           |
| Árni Þór Árnason     | Slalom gigant | 1:30.05 | 40      | 1:31.21 | 40      | 3:01.26      | 40           |
| Guðmundur Jóhannsson | Slalom        | DNF     | –       | –       | –       | DNF          | –            |
| Árni Þór Árnason     | Slalom        | 57.71   | 28      | DNF     | –       | DNF          | –            |

Kobiety
| Zawodnik          | Konkurencja   | Zjazd 1 | Zjazd 1 | Zjazd 2 | Zjazd 2 | Wynik łączny | Wynik łączny |
| Zawodnik          | Konkurencja   | Czas    | Poz.    | Czas    | Poz.    | Czas         | Poz.         |
| ----------------- | ------------- | ------- | ------- | ------- | ------- | ------------ | ------------ |
| Nanna Leifsdóttir | Slalom gigant | 1:14.82 | 43      | 1:20.02 | 38      | 2:34.84      | 38           |
| Nanna Leifsdóttir | Slalom        | DNF     | –       | –       | –       | DNF          | –            |